# Bálint Aladár
Bálint Aladár, 1906-ig Blum (Nagypeszek, 1881. december 2. – Budapest, 1924. április 20. ) író, újságíró, kritikus, Bálint Endre festőművész apja, Szerb Antal apósa.

## Életpályája
Blum Móric és Deutsch Regina fia. Tanulmányainak befejezése után gyári tisztviselő volt, Miután az Ország-Világ című folyóiratban 1903-ban megjelent első novellája feltűnést keltett, hírlapírói pályára lépett. A Népszava folyóiratban publikált rendszeresen, s 1907-ben lett a lap képzőművészeti rovatának vezetője. 1906-ban Madarász Emil verseivel közös verses-novelláskötete jelent meg "Város" címmel, amely az első könyve is egyben. 1907-ben pedig egy művészettörténeti tanulmány kötetet publikált: "Képek munkásoknak". Rendszeresen publikált a "Világ", a "Ház", a Magyar Nyomdászat", a "Grafikai szemle" folyóiratokban, s egyik írója volt a Kéve Könyvének. Első fordítása Konrad Fiedler Hans Marées-ről szóló tanulmánya volt. 1909-ben lett a Nyugat irodalmi folyóirat művészeti kritikusa. 1912. május 5-én Budapesten, a VII. kerületben házasságot kötött Róth Edittel, Róth Móric és Perls Fanni lányával. Az egyik tanú Osvát Ernő volt. Nagy tevékenységet fejtett ki, hogy a munkásosztályban felkeltse a képzőművészet iránt való szeretetet és előmozdítsa a művészeti alkotások megértését. Elbeszéléseiben a nagyváros nyomorának sötét képeit festette erős szociális érzékkel.

## Önálló munkái
- Város (novellák, Madarász Emillel, 1906);
- Így történt! (novellák);
- Képekről munkásoknak, Kernstok Károly (életrajzi monográfia).